# Más Madrid

Logo för Más Madrid.

Más Madrid är ett politiskt parti i Spanien skapat för att delta i 2019 års kommunalval i Madrid och valet till autonoma rådsförsamlingen för Comunidad Madrid. Partiet presenterades i november 2018 av Manuela Carmena som en bas för sin kandidatur för att bli omvald som alcaldesa för Madrid. Den formella registreringen som politiskt parti skedde den 7 februari 2019.
Vid valet den 5 maj 2021 konsoliderade sig partiet med 18 procent av rösterna som det näst största i Madrid efter Partido Popular lett av Isabel Díaz Ayuso.